# Monasterio de San Martín de Castañeda
El monasterio de San Martín de Castañeda es un monumento histórico-artístico nacional desde 1931 que se encuentra situado en la localidad de San Martín de Castañeda del municipio de Galende, en la comarca de Sanabria, provincia de Zamora (España). Como monumento artístico es un exquisito ejemplo más del románico zamorano.
En el término municipal de Galende, en la falda de un monte que domina la orilla septentrional del lago de Sanabria, se halla la aldea de San Martín de Castañeda, nacida a la sombra del monasterio de su nombre y del que Manuel Gómez-Moreno dijo:

“Difícilmente podrá verse monasterio plantado en sitio más rebosante de hermosura que este: a media ladera de una sierra, cara al sol, entre huertas, praderas y bosques y teniendo a sus pies el Lago Sanabria, que bien podría rivalizar en fama y rendimientos con los de Italia...”

## Historia

### Origen
El monasterio de San Martín de Castañeda se cree de origen visigodo y se supone fue destruido por los musulmanes del Al-Ándalus.

### SigloX

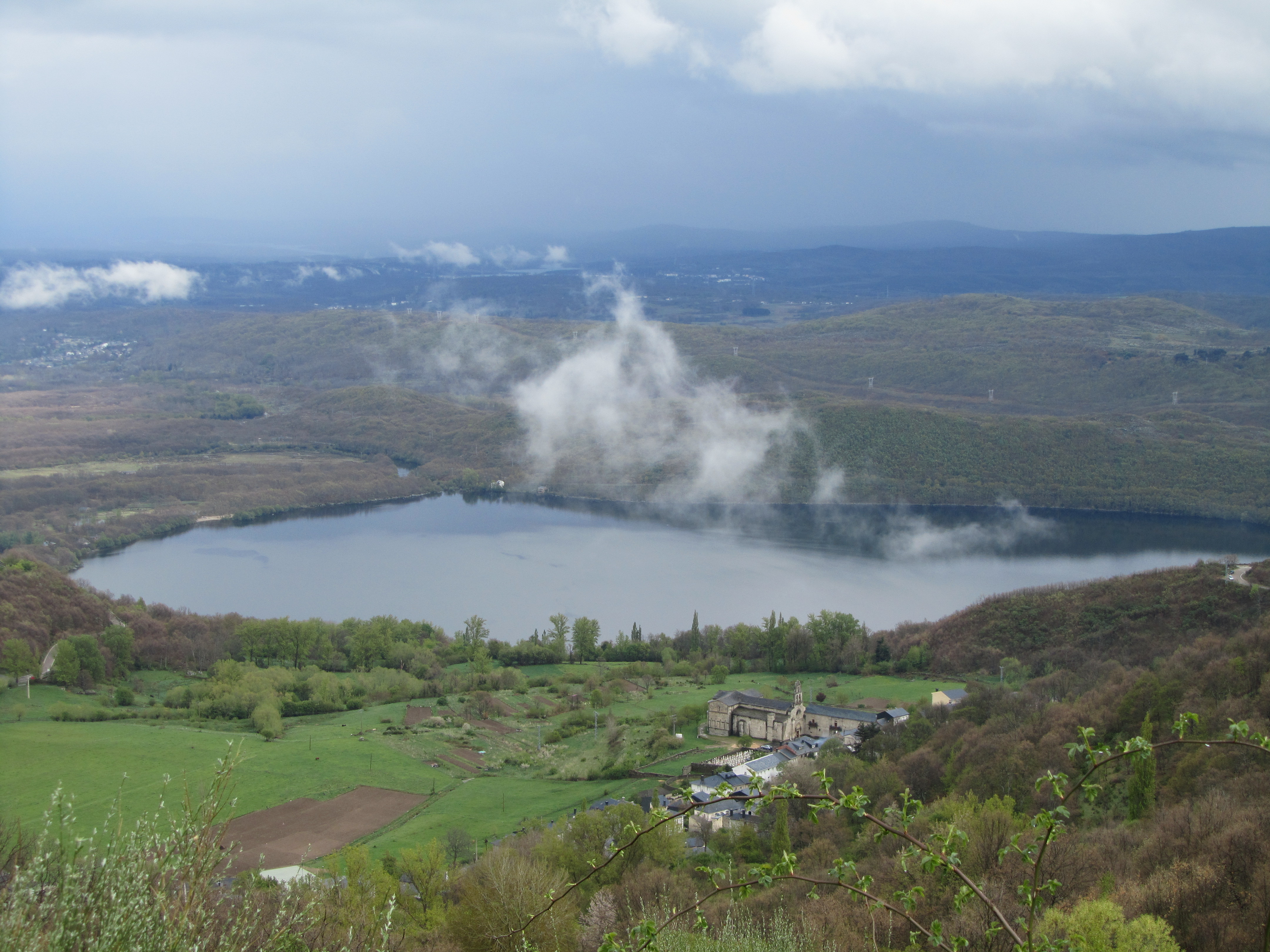
Panorámica desde la carretera a la laguna de los Peces

En el año 916, según Gómez Moreno, o en el 897, según Miguel Fernández de Prada, el monasterio es restaurado, al parecer, por el abad Martino y un grupo de monjes mozárabes provenientes de San Cebrián de Mazote (Valladolid) y que se trasladaron a este lugar huyendo de una pertinaz sequía y de una peste y buscando probablemente poder subsistir con la explotación de las pesquerías del lago; en el 921, siendo abad Juan I, proveniente de Córdoba, los monjes levantaron un templo mozárabe en el que se supone trabajó Viviano, quien también debió trabajar en Mazote y en Peñalba. El nuevo monasterio aparece documentado por vez primera en el año 927; el documento hace referencia a un pleito entre el monasterio, del que es abad Juan I, y un tal Ronasindo que, con otros compañeros, se había apoderado de parte de los derechos de pesca y de las tierras que el cenobio había comprado, unos años antes, a un tal Domnino; el pleito se resolvió, en la iglesia de San Pedro de Spino (probablemente en el actual Valdespino), a favor del monasterio. En el 940, el rey Ramiro II de León reconoce al monasterio la propiedad del lugar y de otras tierras circundantes y aumenta éstas con la propiedad de la aldea de Vigo, y con tierras y vides en la comarca y en Tierra de Campos. En el 952, el rey Ordoño III de León y su séquito son huéspedes del monasterio, y el abad Juan II aprovecha su estancia para reclamar al monarca los derechos de pesca en el lago. Poco después, reinando aún Ordoño III, el abad Romano y sus “gasaliones”, pertenecientes probablemente al monasterio de San Juan de Ribadelago, se apropiaron de parte de las pesquerías y de las tierras del monasterio y el monarca ordenó su devolución.

### SiglosXIIyXIII

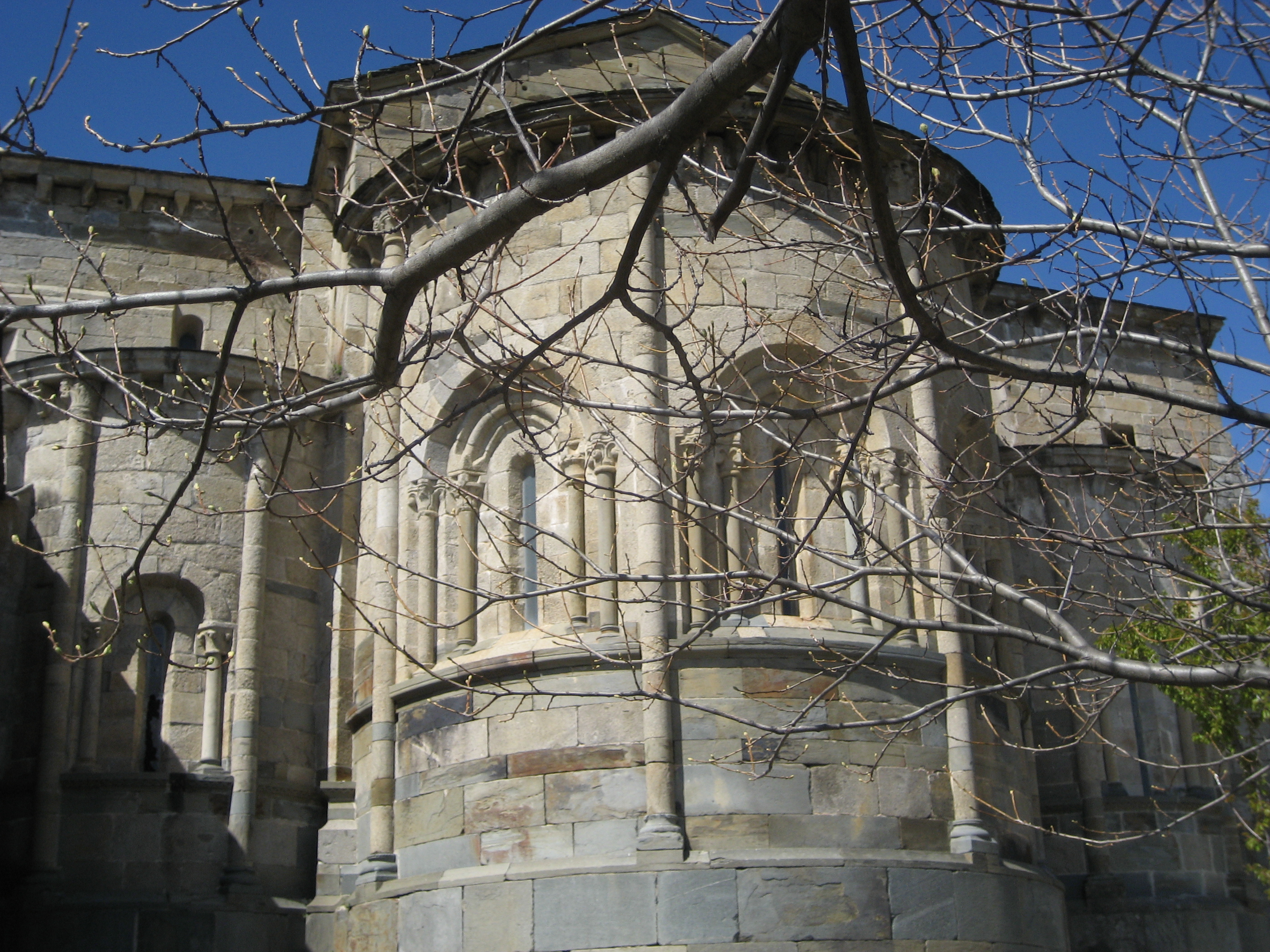
Ábside

En 1150, el rey Alfonso VII de León donó el lugar a Pedro Gutiérrez, o San Pedro Cristiano, monje del monasterio leonés de Carracedo que restaura nuevamente la vida monacal en Castañeda, bajo la observancia de la Regla de San Benito, y convierte a Castañeda en filial de Carracedo; años más tarde, en 1156, siendo abad Martín IV, Pedro Cristiano, ya obispo de Astorga, defiende el derecho de los monjes, de acuerdo con la regla de San Benito, a elegir a su abad. Siendo abad Martín IV se construyó el templo actual.
Fueron probablemente monjes venidos de Carracedo a Castañeda los que propagaron la leyenda de que en el lago de Sanabria hay una ciudad sumergida llamada Valverde de Lucerna, leyenda que por esos años el autor del “Pseudo-Turpin”, del libro IV del Códice Calixtino, había trasplantado desde la Lucerna, en Suiza, al Bierzo.
Cuando en 1203, Carracedo abraza la observancia cisterciense, San Martín de Castañeda se niega a abrazar dicha observancia y niega la obediencia al abad de Carracedo. Esta situación se mantuvo hasta 1245, fecha en la que la comunidad de Castañeda, con su abad Viviano al frente, después de recordar su histórica dependencia de Carracedo, acepta el ingreso en el Cister y la dependencia por filiación de su antigua casa matriz. Para estas fechas, las sucesivas donaciones y compras habían incrementado notablemente el patrimonio del monasterio, que llegó a tener el dominio o la jurisdicción sobre más de 120 localidades repartidas por las comarcas de Sanabria, Valdeorras, La Carballeda y La Cabrera y también por la raya de Portugal.

### SiglosXVyXVI
Las crisis políticas y religiosas del siglo XV provocaron en Castañeda una etapa de decadencia que finalizó cuando, en 1542, el monasterio se incorporó a la Congregación Reformada de San Bernardo de España. De 1557 a 1560 fue abad del monasterio fray Marcos del Barrio quien de 1551 a 1554 había sido general de la Congregación y que también rigió el monasterio de la Espina durante cuatro mandatos. 
En la segunda mitad del siglo XVI se construyó la sacristía y se reconstruyó la portada occidental del templo.

### SiglosXVIIyXVIII
El abad fray Vicente de Guevara, en el siglo XVII, construyó la cárcel del abadiazgo en el barrio de La Granja. En 1737, al dividirse la citada Congregación en cuatro provincias, en cumplimiento de la bula "Quatripartita" del papa Clemente XII, la abadía de San Martín de Castañeda quedó incorporada a la provincia de Galicia, a la que perteneció y de la que tuvo la presidencia hasta la supresión del monasterio y de la Congregación.
En la segunda mitad del siglo XVIII se construyó la fachada conventual que forma un ángulo recto con la portada del templo.

### SiglosXIXyXX

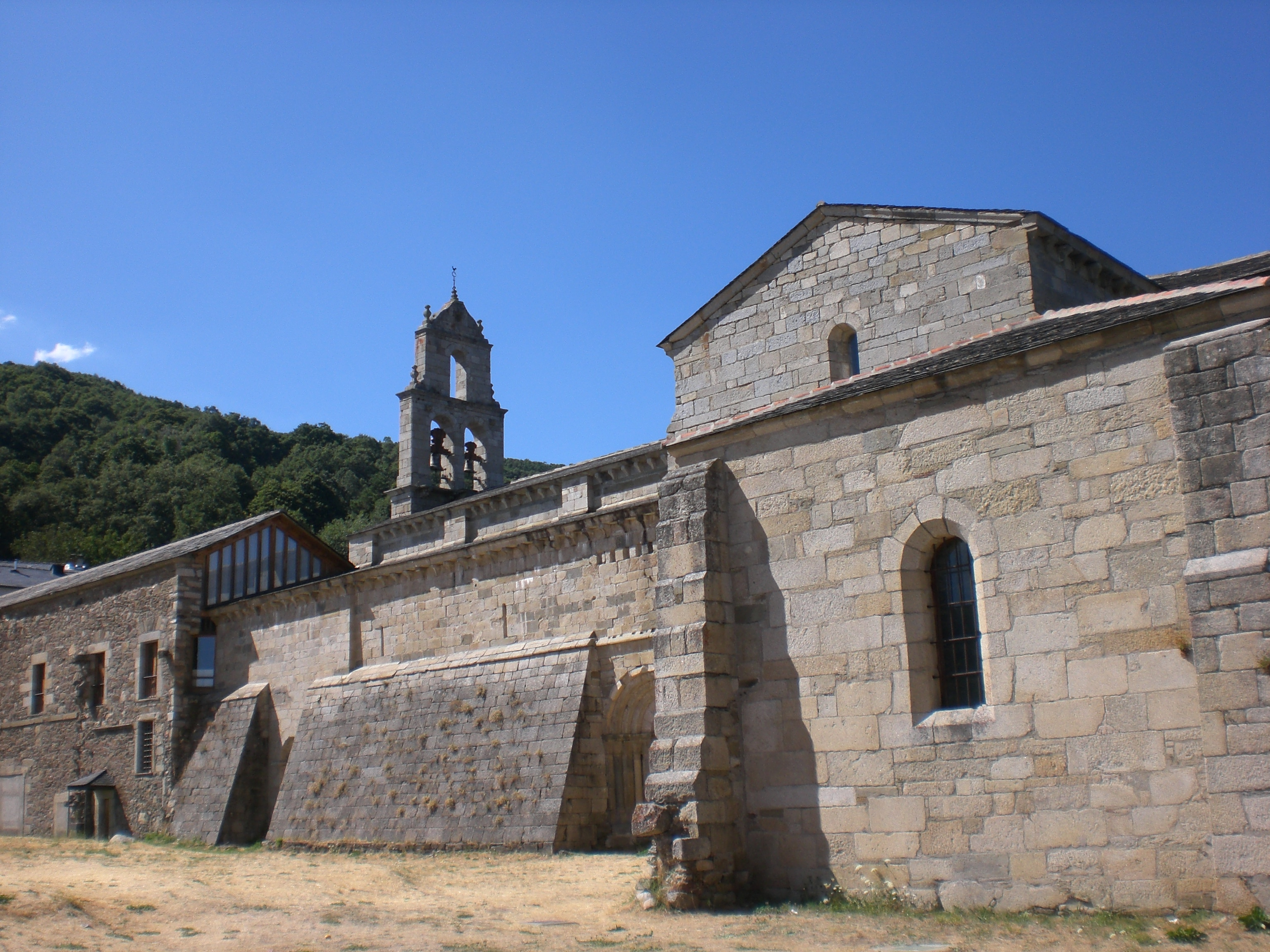
Fachada lateral tras su rehabilitación

La guerra y las desamortizaciones del primer tercio del siglo XIX privaron al monasterio de parte de sus bienes y redujeron notablemente el número de miembros de su comunidad monacal, provocando una etapa de decadencia que finalizó con la supresión del monasterio como consecuencia del decreto de exclaustración general de los regulares promulgado en 1835; era entonces abad del monasterio fray Manuel Perea.
El templo siguió abierto al culto como parroquia que durante los cinco años siguientes fue atendida por el monje exclaustrado Jerónimo Mariano Usera, fundador luego de las religiosas del Amor de Dios.
La mayor parte del edificio conventual y los bienes del monasterio fueron subastados y pasaron a manos de particulares; el abandono provocó la ruina del edificio conventual que tuvo que ser derribado a finales del siglo XIX y cuyas piedras fueron en parte aprovechadas en construcciones particulares del pueblo y de los pueblos vecinos.
Miguel de Unamuno pasó en el lugar el verano de 1930 y, en 1931, ambientó en él su novela San Manuel Bueno, Mártir, aunque en la novela el lugar recibe el nombre de Valverde de Lucerna.
El 3 de junio de 1931, el monasterio de San Martín de Castañeda fue declarado Monumento Histórico Artístico Nacional.
El 23 de junio de 1953, el lago de Sanabria, con el monasterio de San Martín de Castañeda, fue declarado Paraje Pintoresco Nacional. Posteriormente, en el último tercio del siglo XX, el lago de Sanabria y su entorno fueron declarados parque natural y lo que quedaba en pie de los edificios conventuales del monasterio, restaurado para ese fin, se convirtió en el Centro de Interpretación del Parque. El templo también fue restaurado y continuó ejerciendo funciones de parroquia.